# Aktiv Opposition
Aktiv Opposition var ett lokalt politiskt parti som var registrerat för val till kommunfullmäktige i Askersunds kommun. Under mandatperioderna 1979–1982 och 1982–1985 var partiet representerat i Askersunds kommunfullmäktige.

## Valresultat
| År   | Röster | Procent | Mandat |
| ---- | ------ | ------- | ------ |
| 1979 | 490    | 6,2 %   | 3 / 45 |
| 1982 | 185    | 2,3 %   | 1 / 45 |